# 奄美共產黨
奄美共產黨是美國統治琉球時期的奄美群島一個共產主義政黨，成立於1947年4月10日。
該政黨是在非法狀態下成立的，後改組為奄美社會民主黨，鼓吹本土復歸。1953年，美國將奄美群島交給日本之後，該黨併入日本共產黨。